# Seminários Diocesanos de Lisboa
Um seminário diocesano é o local de formação do clero secular da Igreja Católica para uma ou mais dioceses.
No Patriarcado de Lisboa existem os seguintes seminários:
- Seminário Maior de Lisboa, que compreende duas casas de formação: o Seminário de São José, mais conhecido como Seminário de Caparide e o Seminário Maior de Cristo Rei, mais conhecido como Seminário dos Olivais;[1]
- Seminário Menor de Lisboa: Seminário de Nossa Senhora da Graça, mais conhecido como Seminário de Penafirme;[1]
- Seminário “Redemptoris Mater” de Nossa Senhora de Fátima.[1]